# NGC 3159
NGC 3159 is een elliptisch sterrenstelsel in het sterrenbeeld Kleine Leeuw. Het hemelobject werd op 1 februari 1886 ontdekt door de Franse astronoom Guillaume Bigourdan.

## Synoniemen
- MCG 7-21-21
- ZWG 211.23
- NPM1G +38.0190
- PGC 29825